# Nguyễn Công Ngọ
Nguyễn Công Ngọ là phó Chủ nhiệm Ủy ban Kiểm tra Trung ương Đảng Cộng sản Việt Nam. Ông từng là Bí thư Tỉnh ủy Bắc Ninh từ năm 2007 đến năm 2011.